# Mathieu Bock-Côté
Mathieu Bock-Còté (Lorraine, Quebec, 1980) es un sociólogo, profesor, ensayista y columnista en la prensa de extrema derecha canadiense. Formado en la Universidad de Quebec en Montreal (UQAM) y de orientación independentista, conservadora y liberal, estudia sobre todo la sociología política.

## Biografía
Nacido en 1980, Mathieu Bock-Còté crece en la periferia norte de Montreal. Su padre es profesor de historia de Quebec en el Colegio de Rosemont (colegio de enseñanza general y profesional.

### Formación
Es diplomado en filosofía de la Universidad de Montreal y titular de una maestría en sociología de la Universidad de Quebec en Montreal (maestre ès arts) y de un doctorado en sociología, de la misma universidad. Sus investigaciones desde los años 1960 se han centrado principalmente sobre el nacionalismo quebequés, el conservatismo occidental y la democracia occidental 1960.

### Trayectoria
En 2000, Mathieu Bock-Còté presentó sin éxito su candidatura para la presidencia del Comité nacional de los jóvenes del Partido quebequés En 2001, fue responsable del contenido en el Foro joven del Bloque quebequés, un partido político canadiense. Con otros dos miembros del foro, Guillaume Ducharme y Benjamin Gagnon, redactó una memoria: La situación del francés y la obra de la recuperación nacional - Para una concepción nacionalista del francés en Quebec. Presentado en febrero de 2001 a Estados Generales sobre la situación y el porvenir de la lengua francesa a Quebec, la memoria suscitó las críticas de la dirección del Bloque quebequés, lo que condujo a la dimisión de sus redactores.
El 19 de marzo de 2001, La Presse Canadienne anunció que el Bloc québécois destituyó a Guillaume Ducharme, presidente del ala joven. Esta información fue desmentida en los días siguientes. El 27 de marzo, Le Devoir publica una carta en la que Ducharme, Bock-Còté y Gagnon hacen saber que dimiten del Foro joven, explicando que sus ideas y sus convicciones han sido demonizadas.
Bock-Còté obtiene en 2011 un puesto como cronista en el diario de Montreal 24 horas. Colabora también en el mensual La Vie agrícole así como en emisiones de radio como Isabelle la mañana, en 98,5 FM y Es bien mejor la mañana en Radio Canadá. Firma desde 2011 una crónica y una columna en el diario Le Journal de Montréal. Colabora con revistas de reflexión política y social como L'Action nationale, El, L’Inconvénient y Argument.
En 2016, lanza una primera emisión de radio en las ondas de Radio VM, bajo el título La Vie des idées. Participa también en el lanzamiento de la nueva cadena QUB Radio, que nace en octubre de 2018. En ella está al frente del pódcast Les idées mènent le monde.
A partir de 2019, Mathieu Bock-Còté se participa regularmente en debates sobre asuntos públicos, La Joute, en las ondas de LCN. Sus análisis sobre la política quebequesa son debatidas con los demás participantes en los debates. Es también un cronista radiofónico en la emisión Politiquement incorrect, animada por Richard Martineau en las ondas de QUB Radio. Hace también apariciones a diversas emisiones televisadas, como Bazzo.tv, Zone franche y Les Francs-tireurs en Télé-Quebec, y en Tout le monde en parle en Radio-Canadá.
A partir de 2008, Mathieu Bock-Còté ha estado a cargo de distintos cursos en el seno de diferentes universidades Ha enseñado sobre todo en la Universidad de Quebec en Montreal, en la Universidad de Sherbrooke y en Hautes Études Commerciale. Desde 2008, es director de la investigación para el l’Institut de recherche sur le Québec, un organismo fundado en 2002.

#### En Francia
Publica editoriales en el periódico Le Figaro, así como en «Figaro Vox». Defiende sobre todo la identidad histórica de una civilización occidental o franco-quebequesa debilitada según él por políticas multiculturalistas no permitiendo una buena integración de las poblaciones inmigradas musulmanas. En enero de 2018, Mediapart anunció que será redactor en jefe de la revista Recomposition, creada por Alexandre Devecchio. Publica artículos en la revista Valeurs actuelles
Desde 2019, es miembro del Consejo de orientación del Institute Thomas-More. El 17 de agosto de 2019 mantuvo una conferencia sobre la libertad de expresión en el congreso de la Commission de la relève de la Coalition avenir Québec.
Es un colaborador regular del website frontpopulaire.fr, fundado por Michel Onfray. A partir de septiembre de 2021, dirige una emisión semanal sobre CNews, así como el domingo sobre Europe 1 junto a Sonia Mabrouk.

## Pensamiento y tomas de posición

### Soberanismo
Mathieu Bock-Coté es partidario de la independencia de Quebec. Ha sido militante en el seno del Partido Quebequés. 
Sin embargo, considera que la causa del soverainismo quebequés retrocede entre las jóvenes generaciones. Escribe así : 

Ser o no ser soberanista, no es ya la cuestión en Quebec. La cuestión de nuestro futuro político ya no domina la vida colectiva, y el nacionalismo ha conocido, en los últimos años, un giro autonomista que parece destinado a durar. Sigue habiendo separatistas, pero existe la fuerte tentación de verlos como un último residuo, formado principalmente por activistas que han luchado toda su vida por la soberanía y que no quieren negar esta lucha en la que han puesto en el corazón
Lutter pour la souveraineté

Bock-Côté analiza el giro que, según él, ha dado el movimiento soberanista quebequense desde el fracaso del referéndum de 1995, bajo la influencia de una “mala conciencia” que lo empuja a negar el rumbo histórico de la mayoría histórica francófona a favor del multiculturalismo. A raíz de la crisis de acomodación razonable, el sociólogo percibe en la reacción de la mayoría la expresión de un apego a una definición más sustancial de la identidad quebequense, negada según él por las élites políticas.
Según Bock-Còté, el soberanismo quebequés tradicional habría cometido el error de ser progresista. Según Roger Payette, Bock-Còté: 

Sugiere que este tipo de independentismo diluido está muerto. Lo que veríamos de él hoy son los espasmos de un moribundo. Esta soberanía oficial moriría por su error de haber desalojado de su discurso "toda la experiencia histórica del Canadá francés". Liderada por intelectuales progresistas, la soberanía oficial habría liderado la lucha por la independencia, no solo contra el Canadá inglés, sino contra el propio Canadá francés, por tanto una independencia contra el mismo Quebec histórico. Bajo el liderazgo de René Lévesque, esta soberanía oficial no habría cometido este error
Royer Payette, "Fin de cycle, aux origines du malaise politique québécois".

De este modo Quebec estaría atravesado así, según Bock-Còté, un « final de ciclo » con la decadencia de la independantismo quebequés tradicional nacido de la Revolución tranquila. Según, Louis Perron :
Vivimos al final del ciclo inaugurado por la Revolución tranquila. Estamos atravesando una crisis, la del famoso modelo quebequés: desorientados ante un futuro bloqueado, sin saber ya hacia dónde ir, estamos impotentes para pensar en nuestro futuro colectivo. Este impasse colectivo va acompañado de un cambio histórico, porque nuestro espacio político está sufriendo una metamorfosis. El fracaso político da paso a la instrumentalización, a la ideología del cambio por el cambio. El meollo de este cuestionamiento del modelo de la Revolución Silenciosa es el fracaso del nacionalismo quebequés, ahora derrumbado.

### Conservadurismo
En 2010 el escritor Louis Cornellier, en una columna publicada por Le Devoir, lo considera incluido en el grupo de “nacionalistas conservadores”. Según él, Bock-Côté critica "el culto al pluralismo y la acomodación razonable en nombre de la protección de los valores quebequéses, que no siempre están bien definidos", en contraposición a un "modelo liberal-pluralista que favorece el laicismo abierto y la acomodación razonable, en el nombre de la libertad de conciencia y la integración”.

## Recepción de las ideas

### Recepción positiva
Su ensayo titulado El Imperio del políticamente correcto, publicado en 2019, obtuvo un cierto éxito tanto a Quebec como en Francia. Por ejemplo, en El Nouvelliste de Tres-Ríos, Réjean Boivin escribió : "El nuevo trabajo de Mathieu Bock-Còté, El Imperio del políticamente correcto, publicado el 15 de abril en Quebec, es una contribución luminosa sobre la importancia de la libertad de expresión en una sociedad democrática » Por su parte, Guillaume Perrault, en El Figaro, descrito esta prueba como una « vaillante defensa de la libertad del espíritu"
El primer ministro quebequés François Legault ha alabado regularmente el trabajo de Mathieu Bock-Còté. En 2016, entonces en la oposición, declaró que su labor El Multiculturalisme como religión política es un "buen alegato para defender nuestra identidad nacional, nuestra historia, nuestras tradiciones y nuestra cultura frente al multiculturalismo y el culto de los derechos del hombre"
En 2020, en una sesión virtual de reparto de sugerencias de libros, el primer ministro quebequés evoca en Mathieu Bock-Còté como un "gran intelectual que escribe en las principales revistas francesas" y que "Quebec tiene la suerte de tener un intelectual de este calibre ».  Los militantes de izquierda pideron entonces a la Asociación de las librerías de Quebec (ALQ) que retirasen de la venta  el vídeo donde el primer ministro recomienda el libro. Después de haberlo retirado en un primer primeramente, la ALQ dio finalmente razón a la mayoría que esaba a favor del mantenimiento de este vídeo.
Jean-Yves Camus, director del Observatorio de las radicalidades políticas de la Fundación Jean-Jaurès considera que "el hecho de tener un pie en Quebec y otro en Francia le aporta una nueva mirada, y su pensamiento supone indiscutiblemente una aportación al debate de ideas de la derecha, aunque esta no sean  mis opiniones políticas. Y es bastante extraño, para un intelectual extranjero, hacerse un lugar en el debate de ideas de la derecha en el ámbito de los grandes periódicos generalistas"

### Críticas
Le Monde lo clasificó como "ultraconservateur" al lado de editorialistas como Charlotte de Ornellas y Eugénie Bastié, mientras que ellos reemplazan al cronista de extrema derecha Éric Zemmour en CNews en septiembre de 2021. Según Le Monde esto muestra que para CNews no es «cuestión de realizar el menor virage editorial"
Según L'Express en 2021, frente al sociólogo de izquierda Philippe Corcuff "para quien los temas queridos por la Rassemblement national contaminan el debate público, llegando a infiltrar en el pensamiento de izquierda", Mathieu Bock-Còté, sociólogo derechista "considera que los principales lugares de poder (medios de comunicación públicos, universidades) están dominados por la ideología multiculturalista,  según su fórmula, dando demasiada importancia a las minorías".
En Quebec, en la revista Urbania, Mathieu Noury afirma: "Bock-Côté no es un sociólogo y sus análisis no pueden ser reivindicados y calificados como sociológicos". Es considerado también por el sociólogo Mark Fortier como un militante "Sus crónicas son textos militantes, que se sostienen por el sentimiento".

## Publicaciones

### Obras
- Bock-Côté, Mathieu; Beauchemin, Jacques (2007). La Cité identitaire. Athéna Éditions. p. 304.
- Bock-Côté, Mathieu (2007). La Dénationalisation tranquille. Boréal. p. 216.
- Bock-Côté, Mathieu (2012). Fin de cycle. Boréal. p. 185.
- Bock-Côté, Mathieu (2013). Exercices politiques. VLB éditeur. p. 384. ISBN 978-2-89649-535-1.[46]
- Bock-Côté, Mathieu (2016). Le Multiculturalisme comme religion politique (en francés). Paris: Éditions du Cerf. pp. 368. ISBN 978-2-204-11091-4.
- Bock-Côté, Mathieu (2017). Le Nouveau Régime. Boréal. pp. 328. ISBN 978-2-7646-2419-7.
- Bock-Côté, Mathieu (2019). L'Empire du politiquement correct (en francés). Paris: Éditions du Cerf. pp. 299. ISBN 978-2-204-11636-7..
- Bock-Côté, Mathieu (2021). La Révolution racialiste (en francés). Paris: Presses de la Cité. p. 240. ISBN 978-2258196094..

### Libros de entrevistas
- Louis-André Richard, La Ciudad de las sombras : construir una sociedad justa : un debate entre Mathieu Bock-Còté y Roch Bolduc, Quebec, Prensas de la Universidad Laval, 2015.
- Jacques Godbout, La Vuelta del jardín : entrevistas con Mathieu Bock-Còté sobre los libros, la política, la cultura, la religión, Quebec y la saisine, Montreal, Boréal, 2014.

## Distinciones
- 2018 : "Tapis rouge"internacional de la Academia de la Carpette inglesa, "por la constancia con la que da vida a la cooperación franco-quebequesa ».[47]
- 2018 : Premio Omer-Héroux, por "su contribución a la causa independentista quebequesa".[48]
- 2019 : Premio prestige "Impératif français » (componente político), por "su remarcable contribución al debate sobre la identidad del quebequés".[49]